# Thoutmôsis III
Pour les articles homonymes, voir Thoutmôsis.
Thoutmôsis III, ou Djehoutymès III, est le sixième pharaon de la XVIIIe dynastie égyptienne. Manéthon l’appelle Misphragmuthosis.
Devenu le seul pharaon après la mort de Thoutmôsis II et d'Hatchepsout, ce roi guerrier constitue le plus vaste empire que l'Égypte ait jamais connu. Pas moins de dix-sept campagnes lui permettent de conquérir des terres s'étendant de la Syrie à la Haute-Nubie.
Thoutmôsis III ne règne seul qu'à partir de la mort d'Hatchepsout, en 1458 / 1457 av. J.-C. Il meurt en 1425 av. J.-C., après cinquante-trois ans de règne. Les avis sont partagés sur les dates de son règne.

## Généalogie
Djehoutymès, dont Θούθμωσις / Thoútmōsis est la forme hellénisée, est le fils de Thoutmôsis II et d'Iset (ou Aset), l'une des épouses secondaires de son père. À son avènement, il est encore un jeune enfant. La régence est exercée par sa belle-mère Hatchepsout, « l’épouse du dieu », qui adopte la titulature et les attributs royaux vers l'an 2 ou 3 de son règne. Pendant une vingtaine d'années, Thoutmôsis III est tenu à l'écart des affaires. Après la disparition d'Hatchepsout, en l'an 21 ou 22 du règne, et dans des circonstances inconnues, il obtient enfin la pleine souveraineté et dirige l'Égypte jusqu’à sa mort.
Il épouse Satiâh (ou Sitiah) et Mérytrê-Hatchepsout, toutes deux grandes épouses royales, ainsi que Nebtou et peut-être Néférourê, une fille d’Hatchepsout. Il a deux enfants avec Mérytrê-Hatchepsout : un fils, le futur Amenhotep II, et une fille, Mérytamon.

## Règne

### Le roi guerrier
Thoutmôsis III, qui fut appelé « le Napoléon de l'Égypte antique » par l'égyptologue américain James Henry Breasted, reprend la politique de conquêtes de son père Thoutmôsis II et porte le Nouvel Empire à son apogée. Il mène des campagnes en Nubie, où il dépasse la 4e cataracte, et en Syro-Palestine, où la bataille et le siège de Megiddo sont les épisodes le plus connus. Au cours de ses seize (ou dix-huit) expéditions militaires en Asie, il aurait pris 350 cités, soumettant la plupart des territoires à l'ouest de l'Euphrate, qu'il franchit au cours d'une campagne contre le royaume de Mittani. L'événement est commémoré par une stèle-frontière que le roi fit ériger sur la rive occidentale du fleuve, à côté de celle de son grand-père Thoutmôsis Ier.
Le récit de ces campagnes constitue les « annales de Thoutmôsis III », inscrites sur les murs de la chambre abritant le « saint des saints » du grand temple d'Amon à Karnak.
La première campagne qu’il mène en Asie, à la tête de dix mille soldats, se situe en l'an 22/23 de son règne (25e jour, 4e mois de la saison Peret, an 22). Elle est entreprise pour écarter la menace d'une coalition de princes formée autour du roi de Qadesh, vassal du roi de Mittani. Thoutmôsis III l’emporte à la bataille de Megiddo. Bien qu'en très net avantage, les Égyptiens ne prennent pas la ville du fait de leur manque d'expérience dans les assauts de cités fortement murées. Thoutmôsis III y met le siège et fait entourer la cité par des fossés. La dernière récolte ayant été prise par les Égyptiens, la ville finit par se rendre après sept mois de siège. Sa reddition livre la Palestine à Thoutmôsis III.
Le roi poursuit alors vers le nord et assujettit le pays (Naharin) jusqu’au Litani. La Syrie est conquise au cours de la VIe campagne, avec la prise de Qadesh. Les ports phéniciens se soumettent un an plus tard, au cours de la VIIe campagne.
En l'an 33 de son règne, les guerres d'Asie débouchent sur une confrontation directe avec le Mittani. L'armée transporte des bateaux construits à Byblos à travers le désert afin de franchir l'Euphrate. Elle atteint le pays de Qatna, près de la ville moderne de Homs, ravage la région de Karkemish, puis traverse le « grand fleuve de Naharina », tandis que l’ennemi mittanien fuit « comme les troupeaux de chèvres de la montagne ».
Les campagnes suivantes servent à stabiliser les frontières de l’Égypte sur l’Euphrate, arrêtant par là l’expansion du Mittani. Les cités syro-palestiniennes sont désormais gouvernées par des princes dont les enfants sont emmenés en otage. Elles conservent une certaine autonomie, mais sont soumises au tribut par une administration égyptienne renforcée par des troupes stationnées aux endroits stratégiques.
En Nubie, le roi va au-delà de la 4e cataracte. Il fait graver sur le Gebel Barkal une autre stèle-frontière, à côté de celle de son illustre aïeul Thoutmôsis Ier.
On connaît au moins un de ses généraux, le général Djéhouty, à la fois par une coupe en or conservée au musée du Louvre, un bracelet en or au musée de Leyde, et par un conte dont le texte nous est parvenu (La Prise de Joppé).

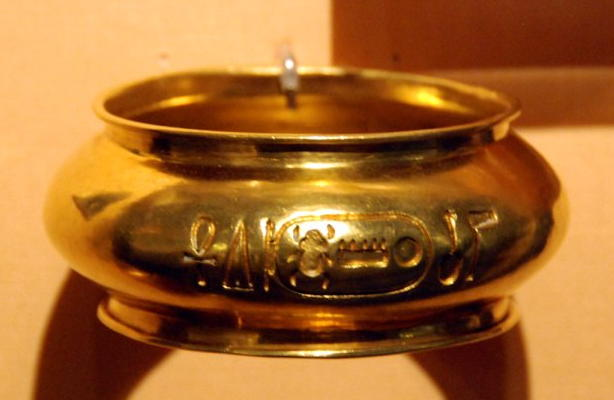
Bracelet en or du général Djehouty (Rijksmuseum van Oudheden - inscription : Ntr-Nfr Mn-kheper-Ra Di-Ankh).
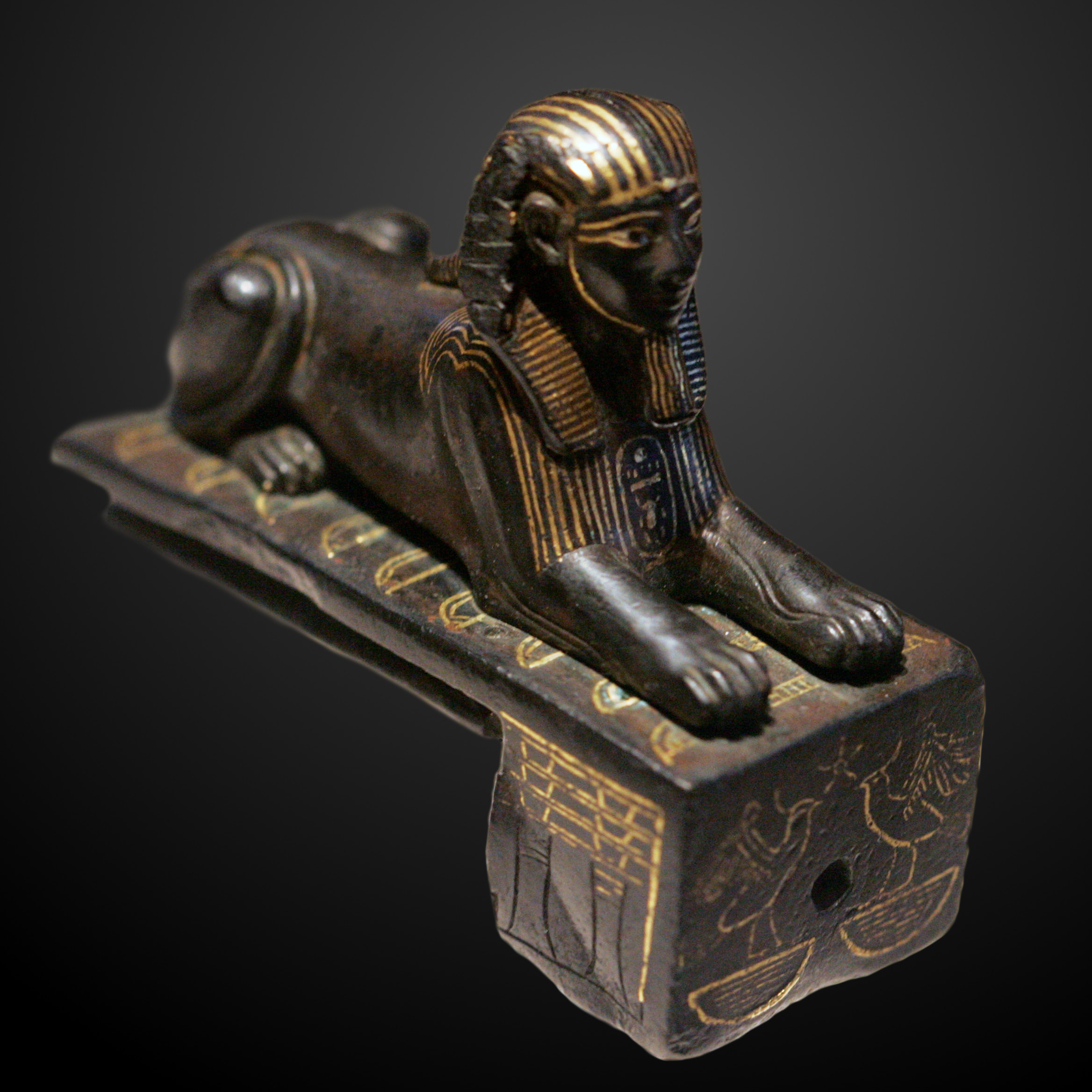
Sphinx en bronze de Thoutmôsis III.
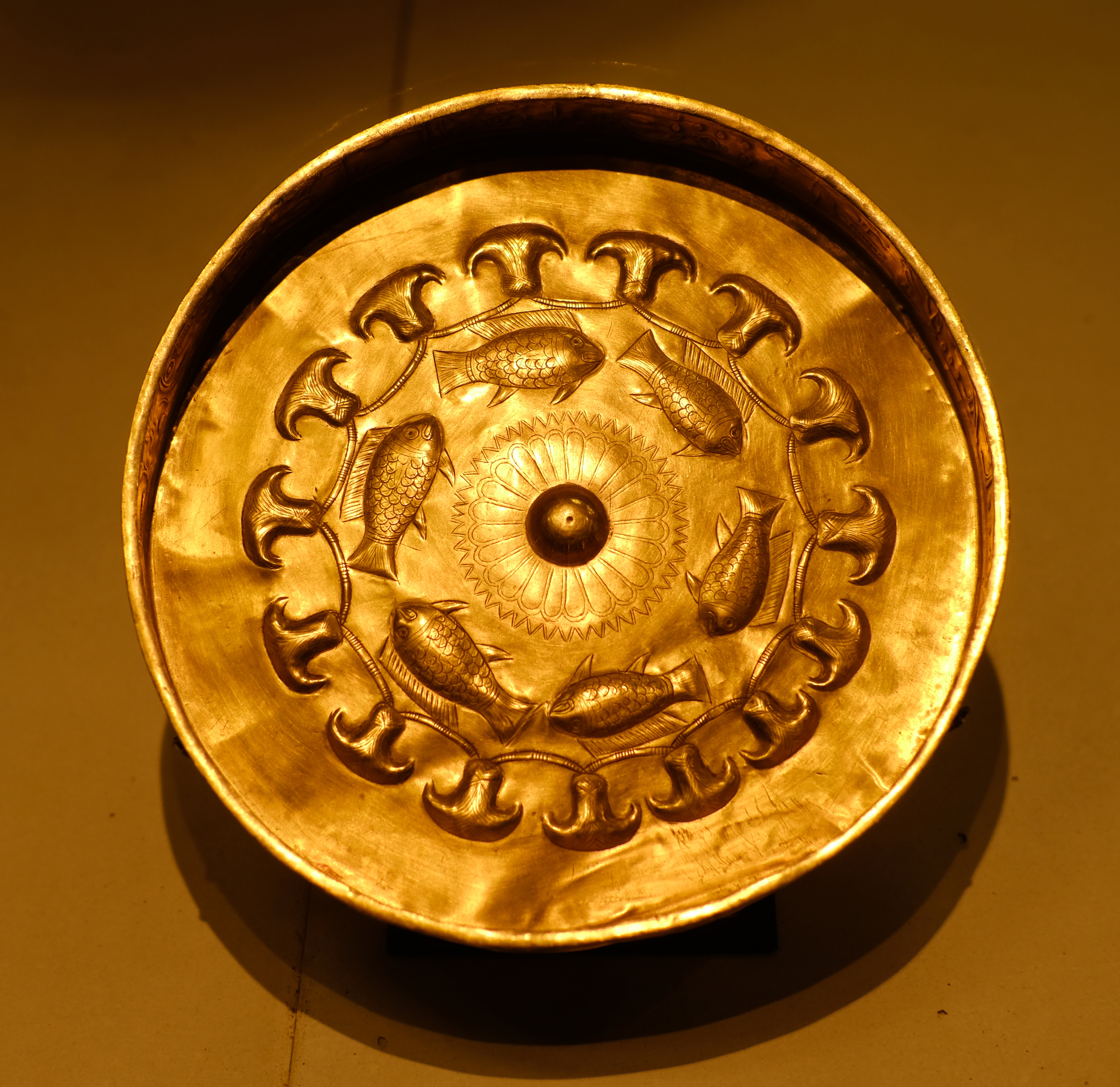
Coupe au nom du général Djéhouty (musée du Louvre).

### Le roi bâtisseur

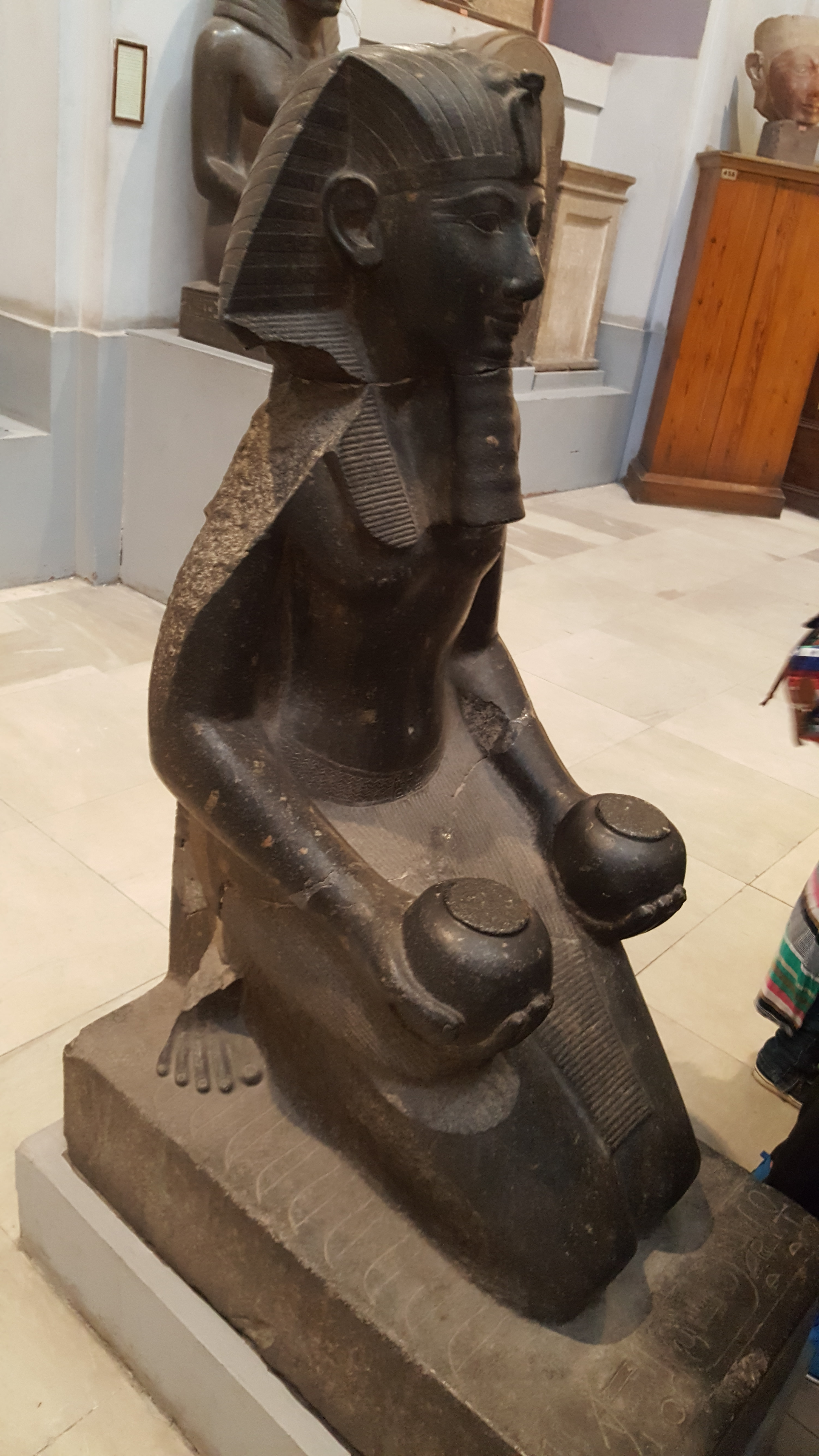
Statue en granit du pharaon Thoutmôsis III.

Ce roi guerrier est aussi un grand bâtisseur, à l'instar de ses prédécesseurs. À Karnak, il poursuit les travaux de transformation du temple d'Amon-Rê, qui est richement doté. Il y fait notamment construire l'Akhmenou ou « salle des fêtes ».
« Les taxes perçues comme tributs annuels », avait décidé le roi, « seront destinées aux offrandes divines de mon père Amon. Ma Majesté lui offre de même toutes sortes de richesses en or, argent, lapis-lazuli, turquoise, du cuivre noir, du bronze, du cuivre, de l'étain et des couleurs en très grandes quantités ».
Il remplace les sanctuaires de briques du Moyen Empire par des temples en pierre, « le matériau d'éternité ». Son œuvre architecturale est immense : le roi construit en Nubie jusqu'au Gebel Barkal et à Kôm Ombo, à Erment, à Deir el-Bahari (temple funéraire de Thoutmôsis III) et à Médinet Habou à l'ouest de Thèbes, à Esna et à Dendérah. Il fait aussi aménager au sud de l'île de Pharos un port maritime que Ramsès II achèvera.
Thoutmôsis III tente de surélever certains temples pour les préserver des crues du Nil. Durant la 24e année de son règne, il fait construire un bâtiment plus important, une réplique du temple de Sésostris Ier, l'Akhmenou ou « édifice brillant ». Il reproduit les styles et proportions des temples du Moyen Empire.
| La chapelle des Ancêtres du roi Thoutmôsis III, vestige du temple d'Amon à Karnak - Louvre. |  | La chapelle des Ancêtres du roi Thoutmôsis III, vestige du temple d'Amon à Karnak - Louvre. |  | La chapelle des Ancêtres du roi Thoutmôsis III, vestige du temple d'Amon à Karnak - Louvre. |
| La chapelle des Ancêtres du roi Thoutmôsis III, vestige du temple d'Amon à Karnak - Louvre. |  |                                                                                             |  |                                                                                             |

### Économie
Les conséquences des conquêtes de Thoutmôsis III sont un énorme afflux de richesses vers l'Égypte, sous forme de butin de guerre ou de livraisons annuelles. La Palestine et la Syrie envoient du vin, de l'huile, des bovins, des ovins, des chevaux, de l'argent, du cuivre, des pierres précieuses, des armes, des chars, des serviteurs et des princesses pour le harem royal. La Phénicie livre du blé, du cuivre et de l'étain ; elle prête aussi sa flotte pour des opérations militaires. D'Afrique arrive de l'or, de l'ivoire et de l'ébène.
L'Assyrie fournit du lapis-lazuli à titre de « tribut d'hommage » (C. Lalouette), et le Hatti des pierres précieuses. Le pays de Pount envoie de l'encens et de la myrrhe.
Thoutmôsis III fait de l'Égypte le centre d'un vaste empire qui englobe le pays de Koush et le couloir syro-palestinien. Les tributs des territoires conquis — inou (« ce que l’on apporte ») et bakou (« les produits du travail ») — permettent un vaste programme de constructions à la gloire d'Amon et de son royal protégé.
À l'époque de Thoutmôsis III, le prix d'un bœuf est d'environ deux onces d'or. Il est toujours aujourd'hui (au cours moyen de l'or) du même ordre de grandeur.

### Fin de règne
À la fin de sa vie, il partage vraisemblablement le pouvoir, de son plein gré cette fois, avec le futur Amenhotep II, fils de la grande épouse royale Mérytrê-Hatchepsout.

## Scarabées deThoutmôsisIII

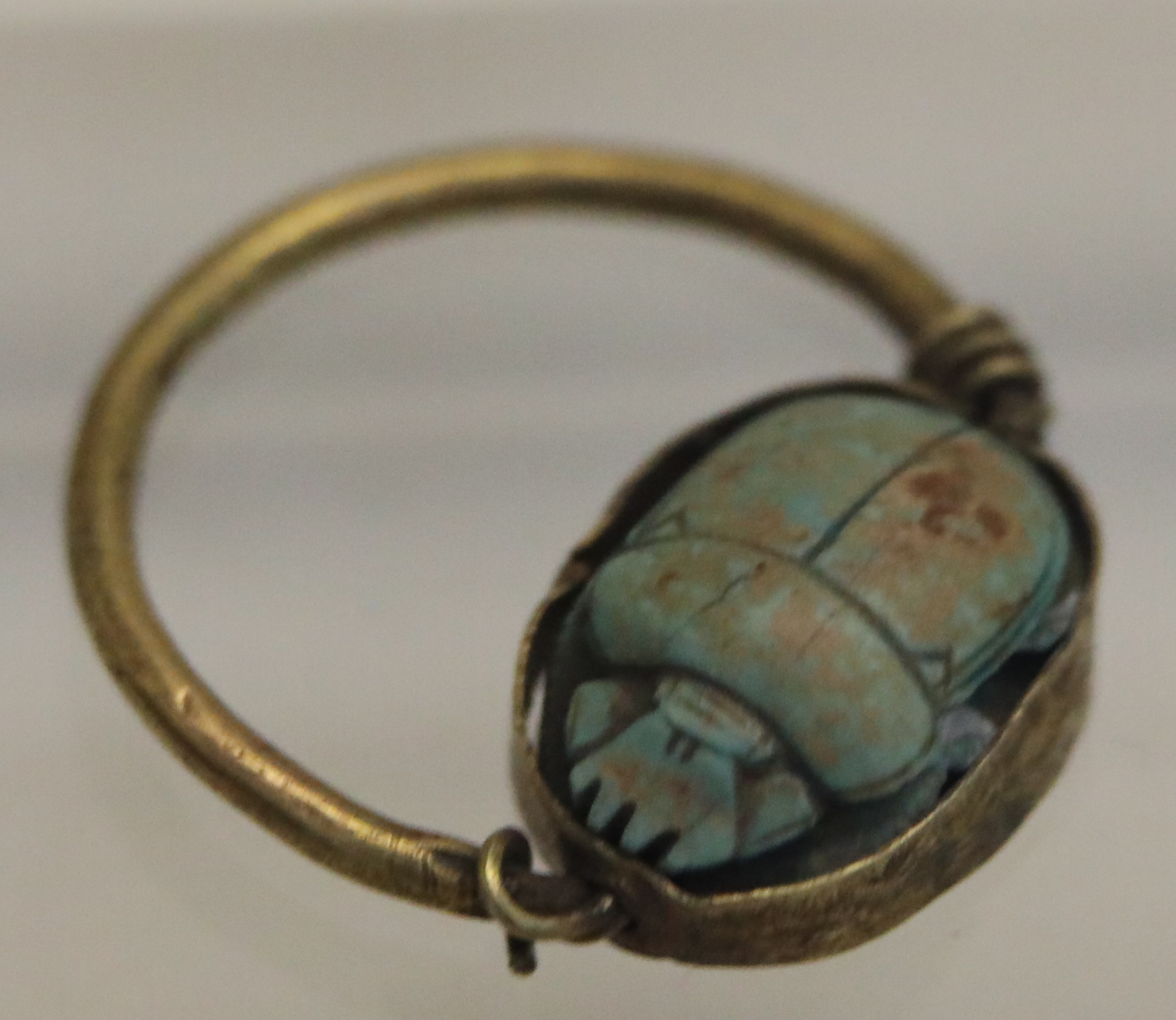
Bague-scarabée de Thoutmôsis III.

Scarabées de la collection de Mohammed Mohassib offerts au Metropolitan Museum of Art
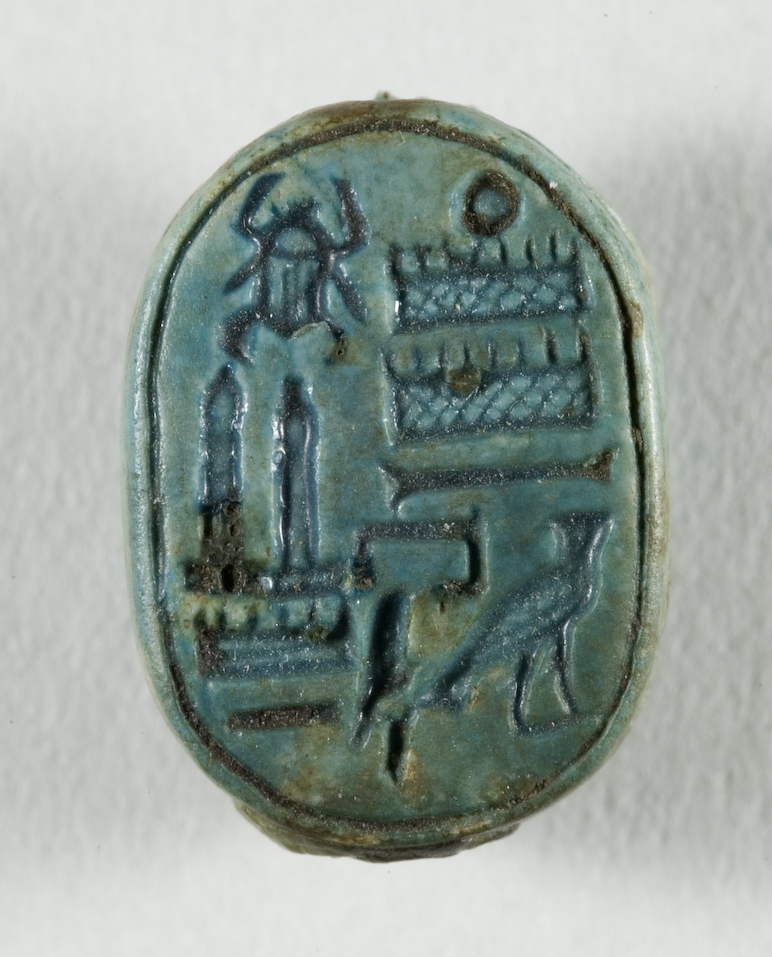
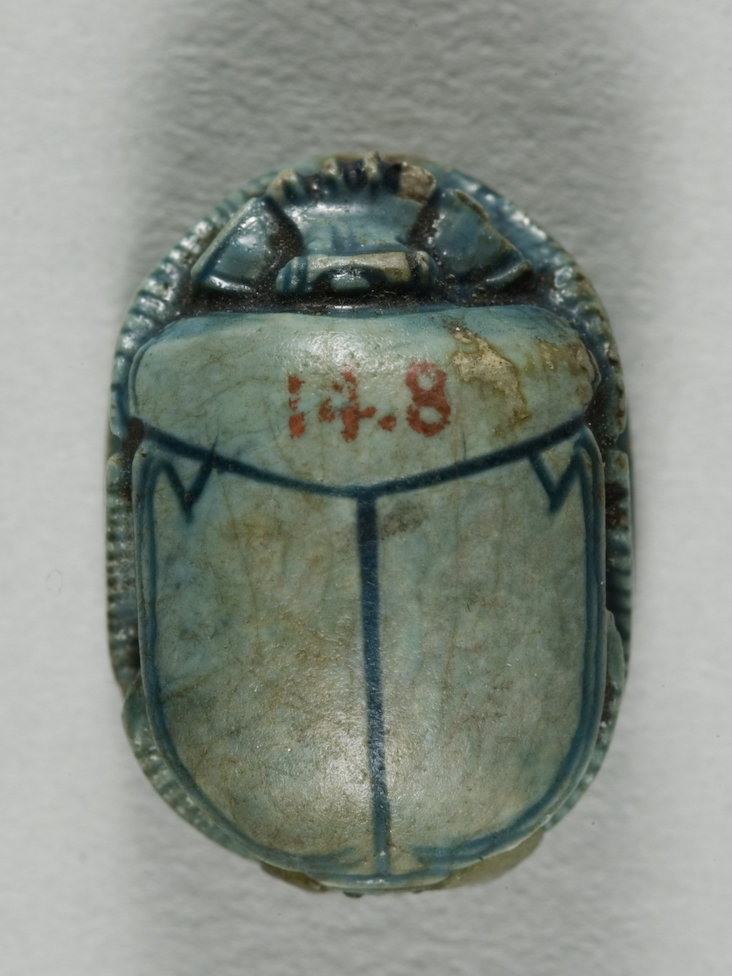
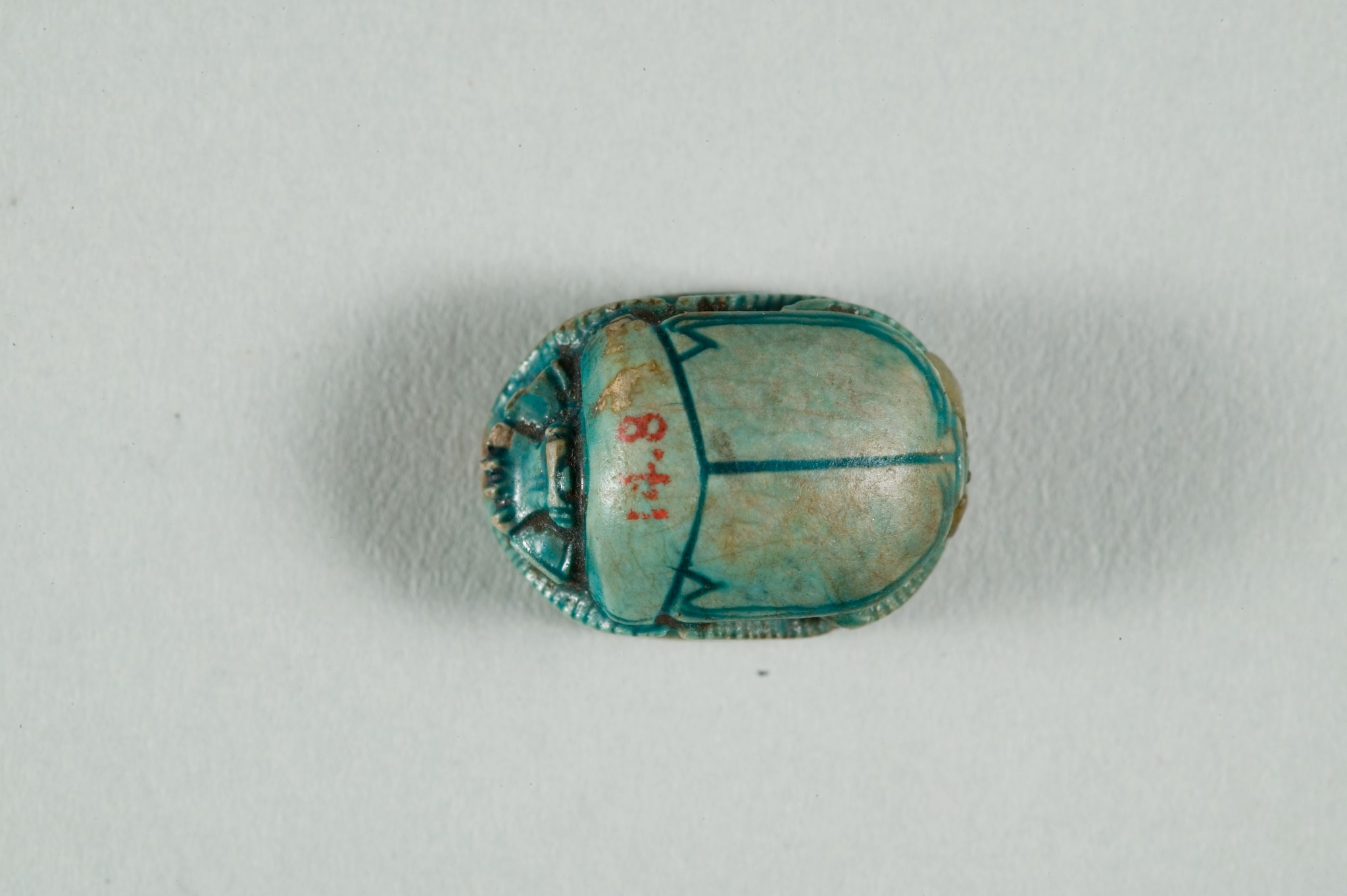
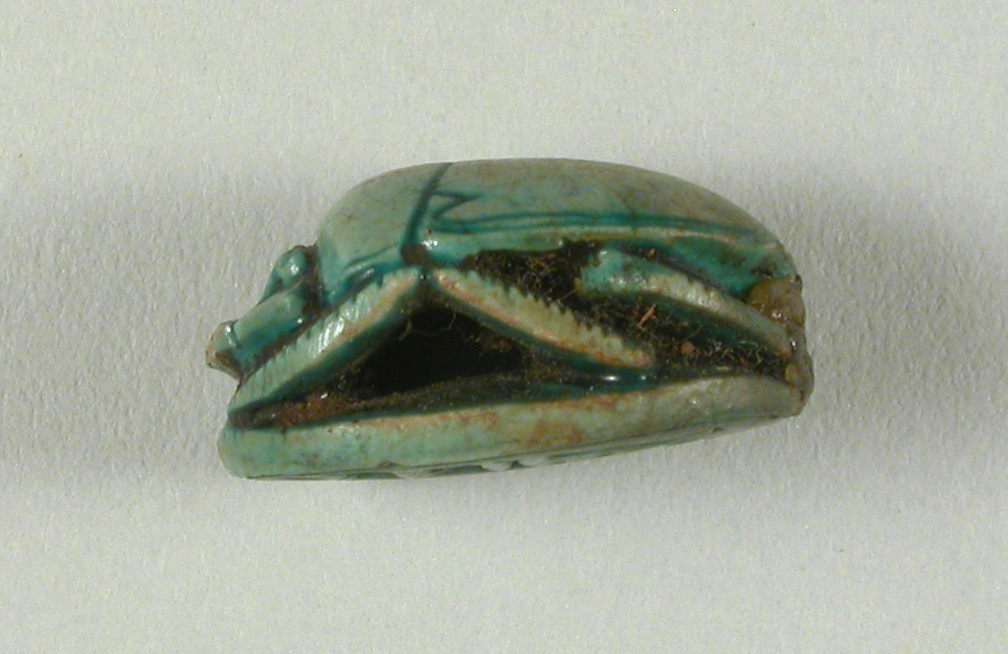
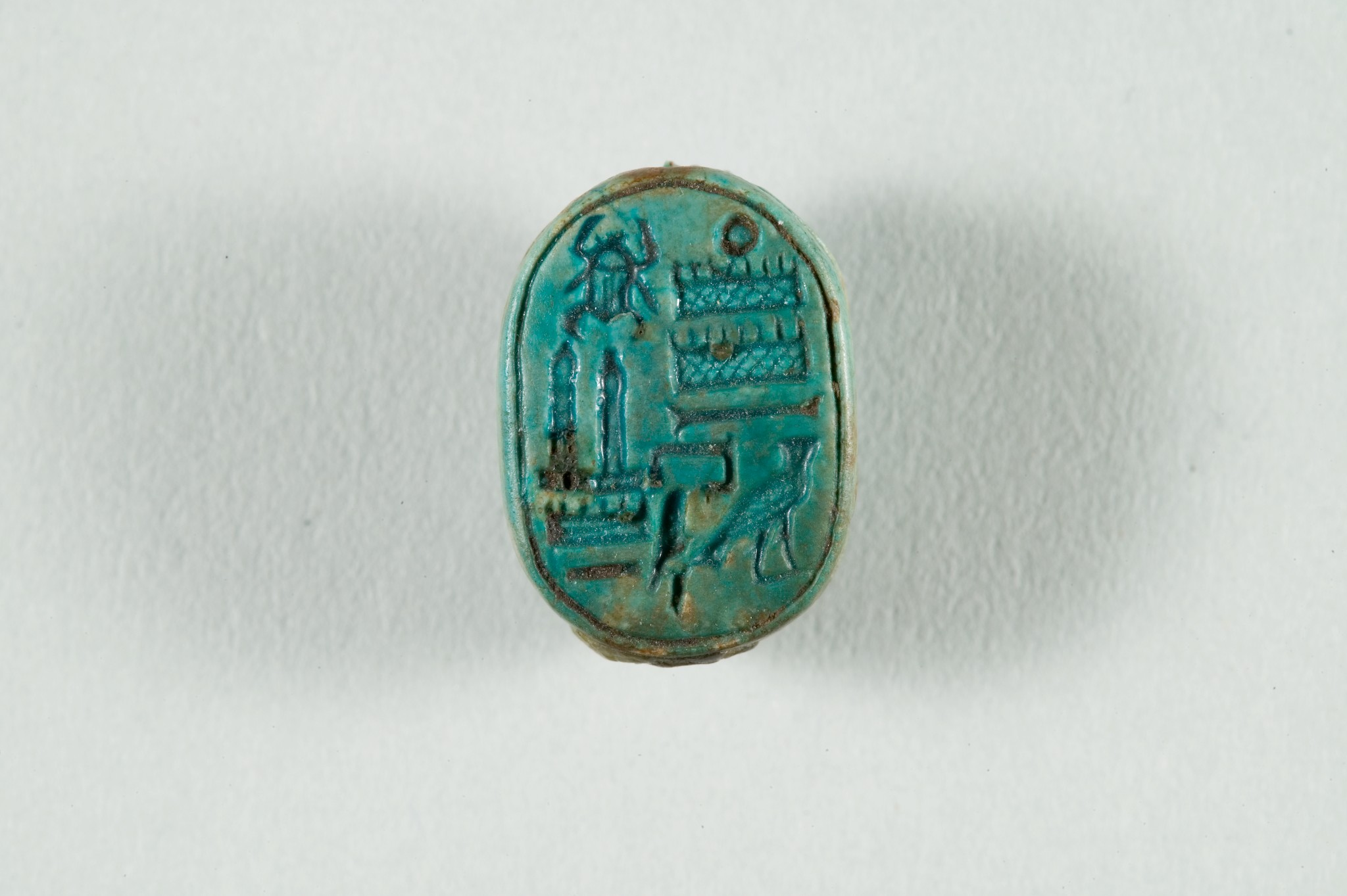

## Sépulture
Thoutmôsis III meurt le dernier jour du septième mois de sa cinquante-troisième année de règne. Il est inhumé dans la vallée des Rois, dans le tombeau KV34, qui est l'un des plus vastes de la nécropole : il mesure un peu plus de 76 m de long. Ce tombeau est connu par ses décorations particulières et ses couleurs vives.

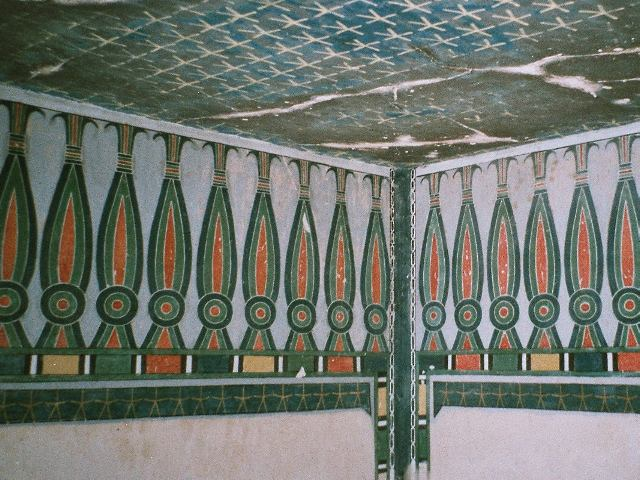
Décoration de la Tombe KV 34.

Le superbe sarcophage de quartzite du roi repose toujours dans la chambre funéraire. Le décor pariétal de la tombe est principalement constitué de scènes et de textes extraits du livre de l'Amdouat, le livre de ce qui se trouve dans l'Au-Delà.